# 竹葉丈
竹葉 丈（たけば じょう、1961年 - ）は、写真評論家、写真史家。
2009年現在、名古屋市美術館学芸員であり、各種写真展の企画を行っている。
企画の中では、「異郷のモダニズム」展など、今まで人々の目に触れることのなかった作品の掘り起こしに大きな貢献をしている。

## 企画した主要な展覧会
- 名古屋のフォト・アヴァンギャルド（名古屋市美術館、1989年）
- 日高長太郎と愛友写真倶楽部（名古屋市美術館、1990年）
- 構成派の時代（名古屋市美術館、1992年）
- 異郷のモダニズム The Depicted Utopia（名古屋市美術館、1994年）
- 安井仲治展（渋谷区立松濤美術館・名古屋市美術館、2004年～2005年）
- 躍動する魂のきらめき 日本の表現主義展（栃木県立美術館、兵庫県立美術館、名古屋市美術館、岩手県立美術館、松戸市立博物館、2009年～2010年）
- 絵画と写真の交差～印象派誕生の軌跡～（名古屋市美術館、他北海道立帯広美術館、札幌芸術の森美術館、ひろしま美術館、松本市美術館を巡回・2009年）
  - 展覧会図録では、「第7章　絵画主義を越えて～カメラ・ワークから光の造形へ」を担当
  - 参考ページ
- 写真家・東松照明 全仕事TOMATSU SHOMEI : PHOTOGRAPHS（名古屋市美術館・2011年4月23日（土）～6月12日（日））名古屋市美術館による紹介

## 主要編著書など
- シュールレアリスムの写真と批評（竹葉丈編、本の友社、2001年、コレクション・日本シュールレアリスム3（和田博文監修））
- 日本写真史展（The History of Japanese Photography、2005年）展覧会カタログに文章が掲載された
- 復刻『満洲グラフ全15巻（全114号分）』（監修・財団法人満鉄会、解説・井村哲郎、戦暁梅、竹葉丈、舘かおる、西原和海、劉建輝、ゆまに書房、2008年～2009年）